# Ернст Вільберг
Ернст Вільберг (нім. Ernst Wilberg; 1 вересня 1913, Дортмунд — 10 лютого 1944, Атлантичний океан) — німецький офіцер-підводник, оберлейтенант-цур-зее резерву крігсмаріне (1 липня 1943).

## Біографія
В 1938 році вступив на флот. З 10 грудня 1943 року — командир підводного човна U-666. 25 грудня вийшов у свій перший і останній похід. 10 лютого 1944 року U-666 був потоплений в Північній Атлантиці на захід від Ірландії (53°56′ пн. ш. 17°16′ зх. д.) глибинними бомбами бомбардувальника «Свордфіш» з ескортного авіаносця ВМС Британії «Фенсер». Всі 51 члени екіпажу загинули.